# 耶律庶成
耶律庶成（?—?），遼朝中期學者，字喜隱，小字陳六，皇族季父房之後，檢校太師耶律吳九的兒子。
他自幼好學，通契丹文、漢文，工於詩。遼興宗重熙年間，入仕，補牌印郎君，任樞密直學士。他和蕭韓家奴各進《四時逸樂賦》，被興宗賞識。入宮中，參與決策。1038年，因辽国嫁与西夏皇帝李元昊的兴平公主与之不和郁郁而终，辽兴宗派遣耶律庶成出使西夏责问却遭到西夏方面的羞辱。1044年六月，為翰林院都林牙。奉命和蕭韓家奴、耶律谷欲一起主持編集遼國上世事蹟和諸帝《實錄》二十卷。1046年，編《禮書》三卷。後來遵詔書和樞密副使蕭德一起修定《律令》。他通曉醫藥，奉命以契丹文翻譯《方脈書》。後來被妻子胡篤誣告，奪官貶為庶耶律。出使吐蕃十二年，遼道宗清寧年間回國，被昭雪復為皇族。有詩文傳世，現今不傳。弟耶律庶箴。

## 传記資料
- 《遼史》卷89 列传第19